# San Francesco d’Assisi (Pavia)

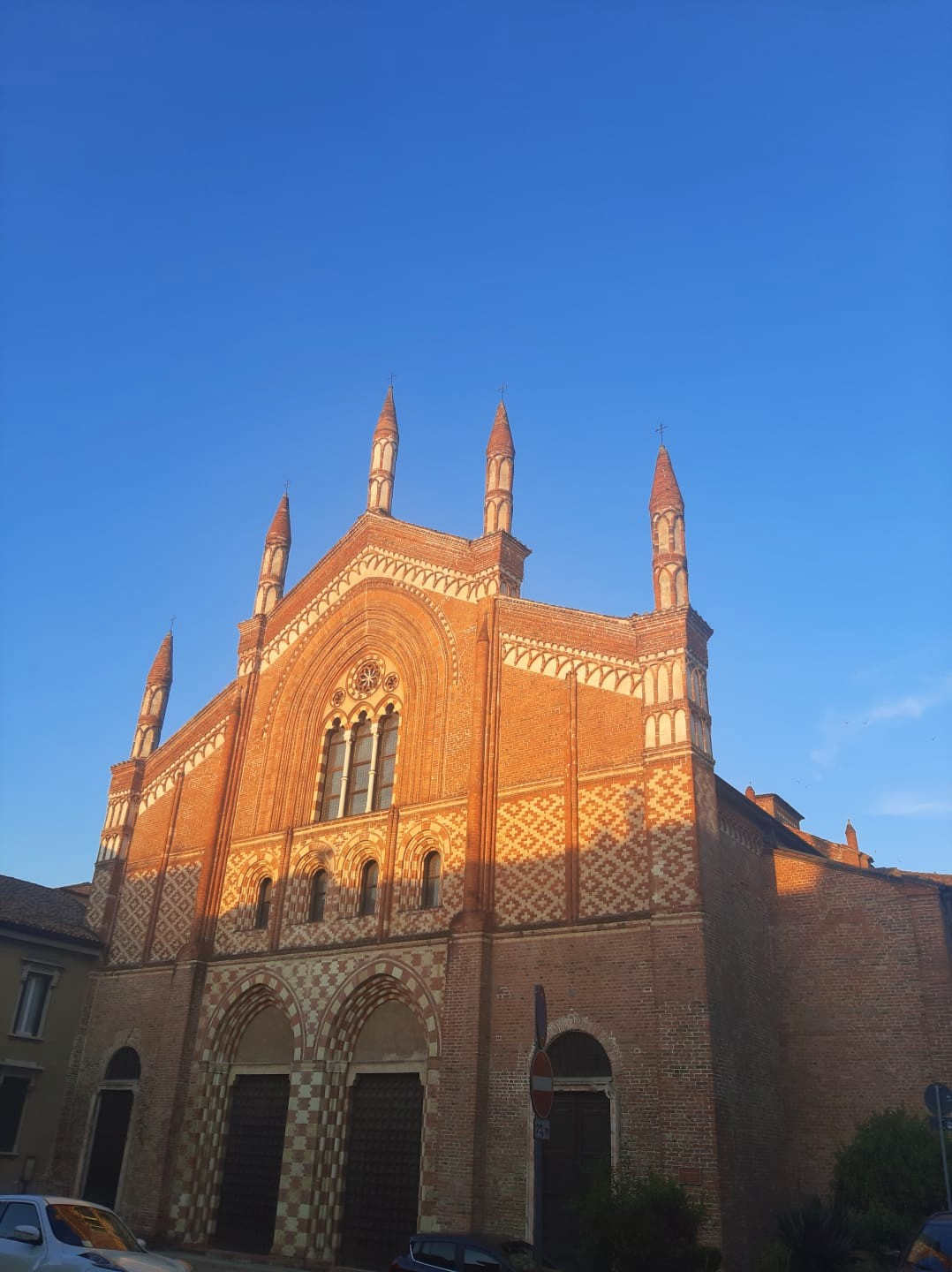
Pavia, Kirche San Francesco d’Assisi

Die Kirche San Francesco d’Assisi ist ein römisch-katholischer Sakralbau in Pavia, Lombardei. Die Kirche wurde von den Franziskanern im gotischen Stil zwischen 1267 und 1298 erbaut. Die Franziskaner mussten die Kirche 1781 aufgrund der von Kaiser Joseph II. gewünschten Reformen verlassen und die Kirche wurde zu einer Pfarrei.

## Geschichte
Die Franziskaner kamen zwischen 1220 und 1230 nach Pavia. Der Sitz des ersten Franziskanerklosters war eine der Jungfrau Maria gewidmete Kirche, die sich außerhalb der Wehrmauern der Stadt befand und erst 1267 innerhalb der Wehrmauern verlegt wurde, wo sich heute die Kirche San Francesco d’Assisi befindet. Im Jahre 1267 begann ebenfalls der Bau der Kirche und des neuen Klosters, die trotz der vielen Spenden, die von den Mönchen gesammelt wurden, ziemlich langsam weitergingen. Erst 1298 verließen die Franziskaner die Kirche und das Kloster außerhalb der Wehrmauern von Pavia und ließen sie sich in der Stadt nieder. 1298 wurde die Kirche jedoch nicht vollständig fertiggestellt, so dass zwischen 1307 und 1347 die Seitenkapellen auf der Südseite der Kirche hinzugefügt wurden.
Nach der Einnahme von Pavia im Jahr 1359 verlegte Galeazzo II. Visconti seinen Hof von Mailand nach Pavia, und die Kirche wurde vom Herrn und dann von seinem Sohn Gian Galeazzo Visconti ausgewählt, um die Bestattungen von Mitgliedern des Hauses oder von prominenten Persönlichkeiten unterzubringen; Isabelle di Valois (erste Frau von Gian Galeazzo Visconti), Carlo und Azzone (Söhne von Gian Galeazzo und Isabelle), der Markgraf von Saluzzo Manfredo V., Baldus de Ubaldis und später Facino Cane wurden hier begraben.
Darüber hinaus erhielt die Kirche Spenden von prominenten Persönlichkeiten des Visconti-Hofes, wie im Jahr 1388, als Ottone Mandelli (Mailänder Aristokrat und Condottiere von Gian Galeazzo Visconti) den Franziskanern drei gotische Büsten aus gepresstem und vergoldetem Kupfer hinterließ (noch in der Kirche erhalten), die die Reliquien des hl. Apollonius, des hl. Viktor und der hl. Krone enthalten, die 1381 vom Mandelli in der Burg von Canossa genommen wurden.
1739 wurde die Kirche umgebaut, um sie dem Barockstil näherzubringen: das Innere wurde komplett verputzt und mit Stuck bedeckt. Die Restaurierung von 1960 bis 1964 beseitigte einen Großteil der barocken Schicht und brachte die Kirche zu ihren ursprünglichen Linien zurück.
Neben der Kirche stand das Franziskanerkloster mit drei großen Kreuzgängen, die 1708 für die Errichtung des neuen Klosters abgerissen wurden. 1781 mussten die Franziskaner sowohl die Kirche als auch das Kloster verlassen, und auf Geheiß von Kaiser Joseph II. wurde der Komplex Sitz des Collegium Germanicum et Hungaricum, das von Rom nach Pavia verlegt wurde, Der Kaiser wollte nicht, dass seine Untertanen im Ausland studieren. 1796, mit der Ankunft Napoleons, wurde das Kollegium geschlossen und das Gebäude wurde zu einer Kaserne (und blieb so bis 1946) und die Kirche wurde eine Pfarrei im Jahr 1805.
1845 bestand der Klerus der Pfarrei aus einem Pfarrer und vier Priestern, die 1877 auf sechs aufgestiegen waren, während seine Bevölkerung 1807 5457 Seelen zählte und 1822 auf 5800 stieg.

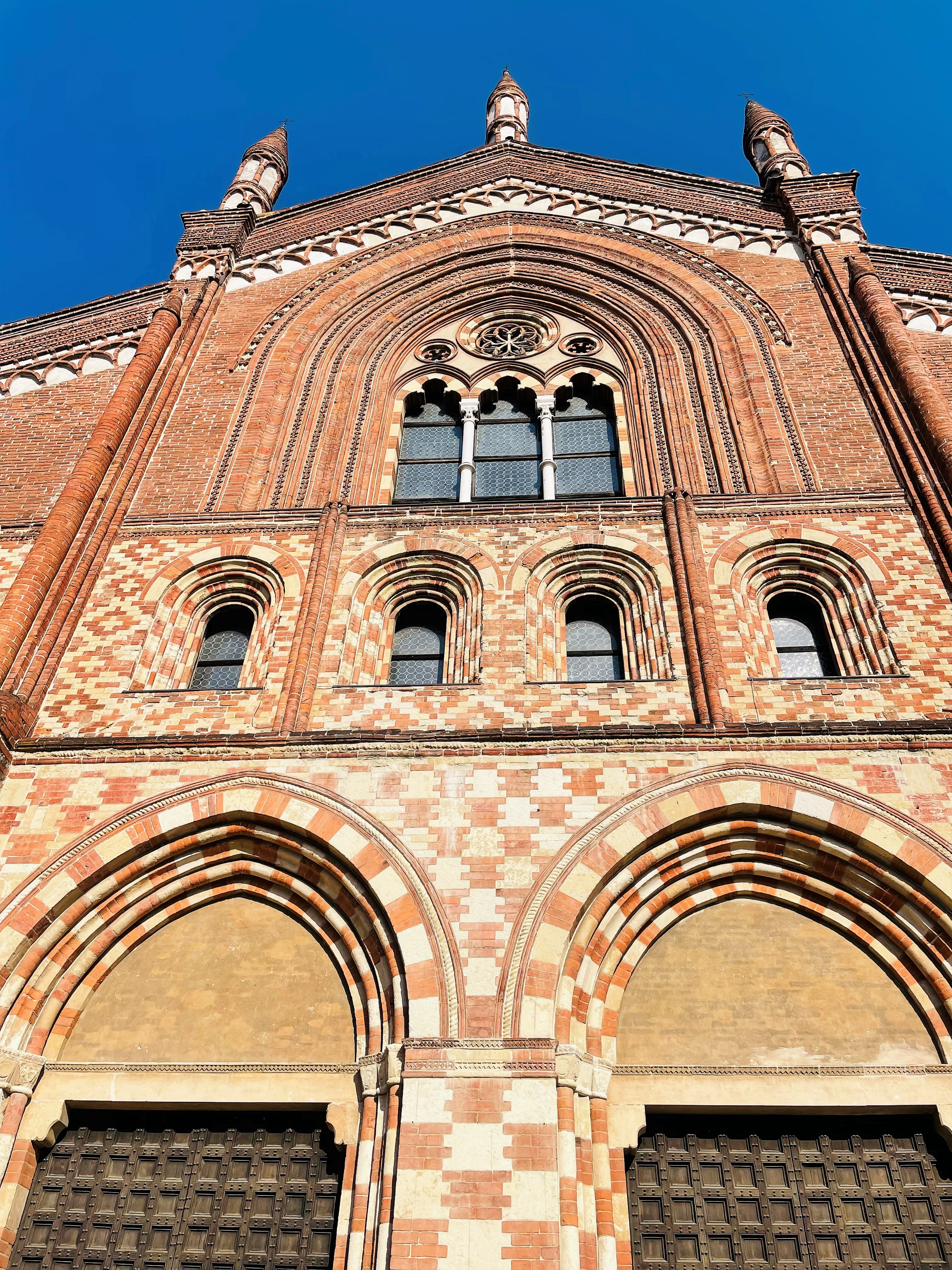
Detail der Fassade.
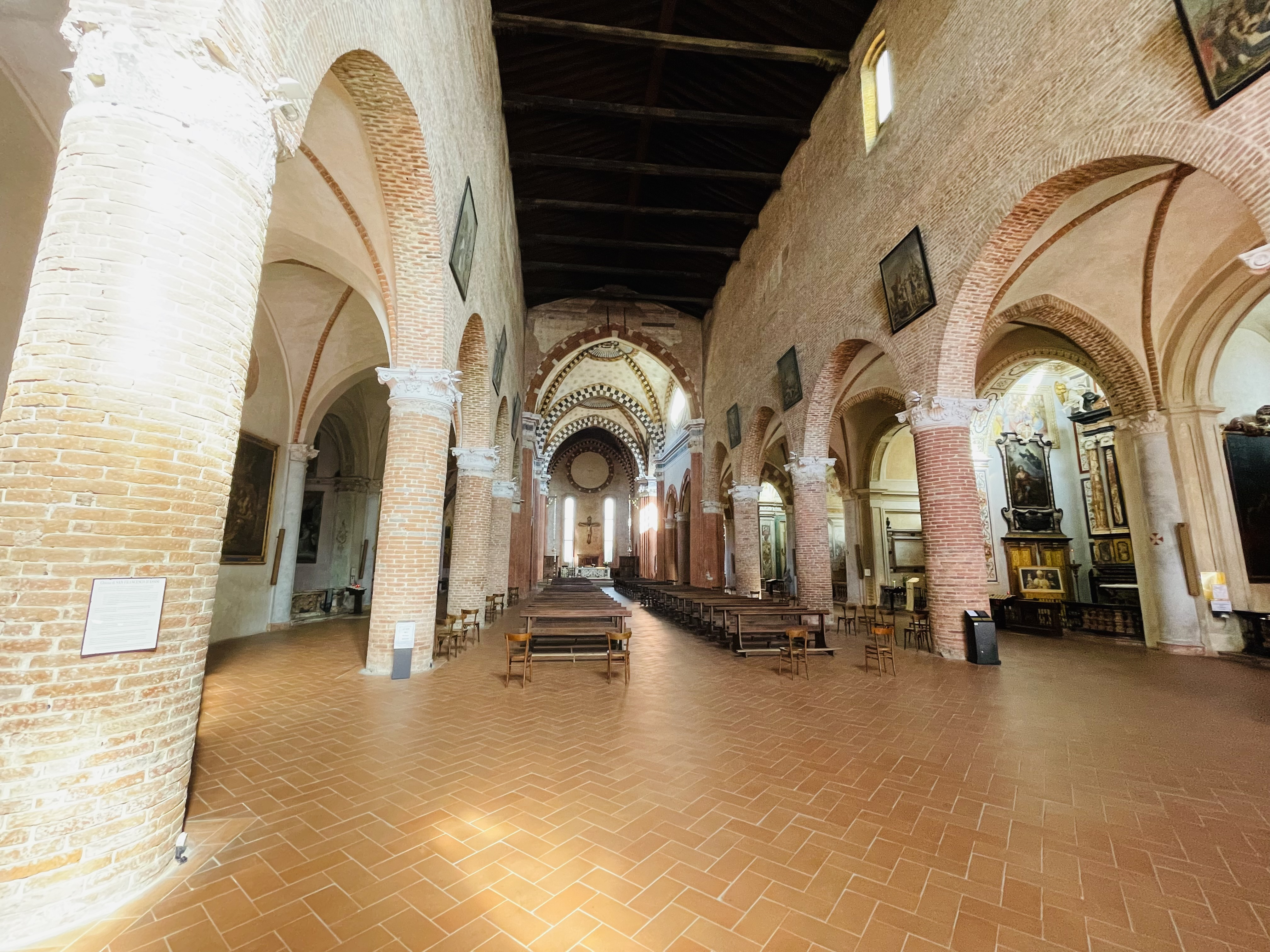
Innenansicht.
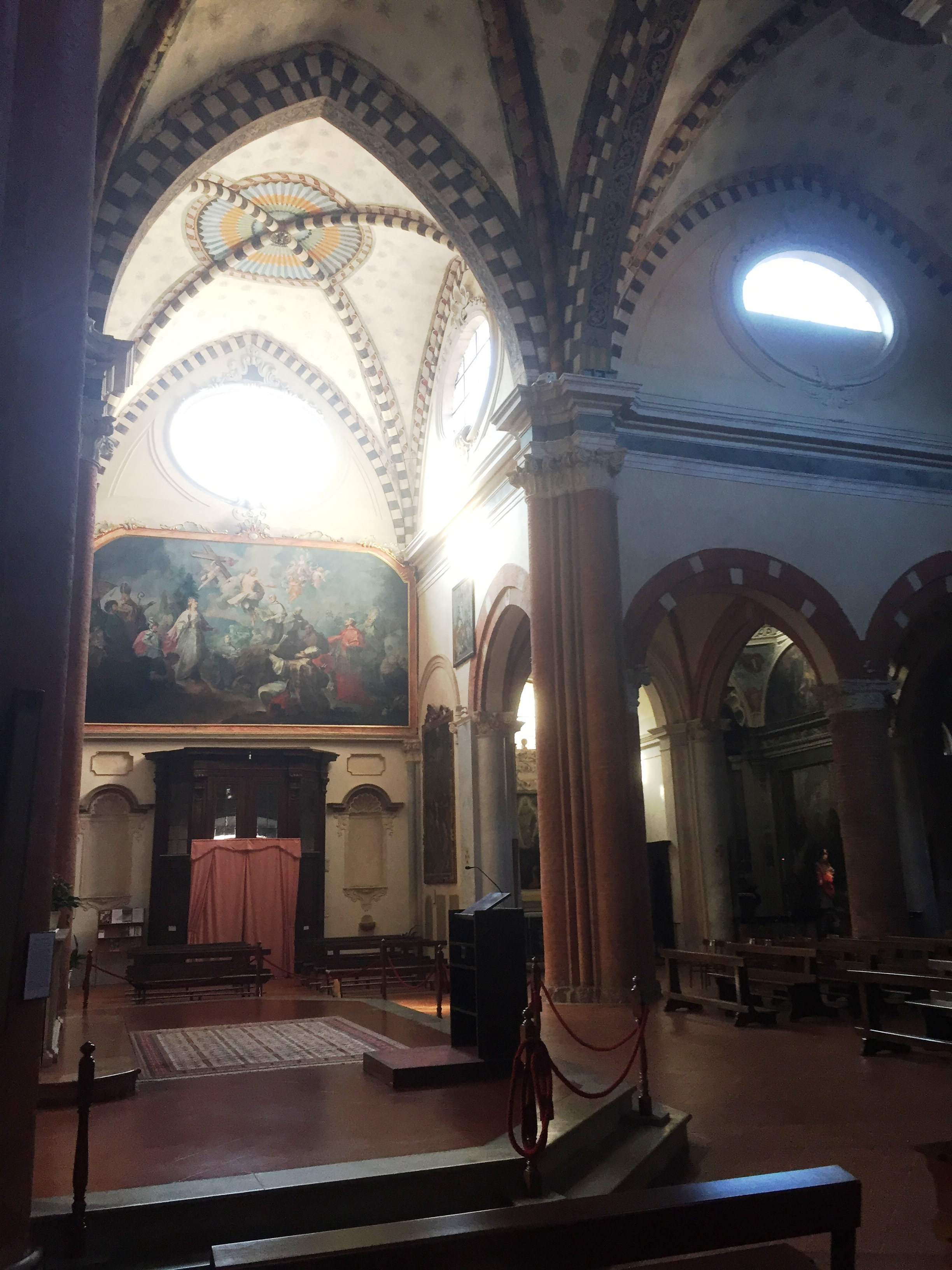
Das Querschiff.
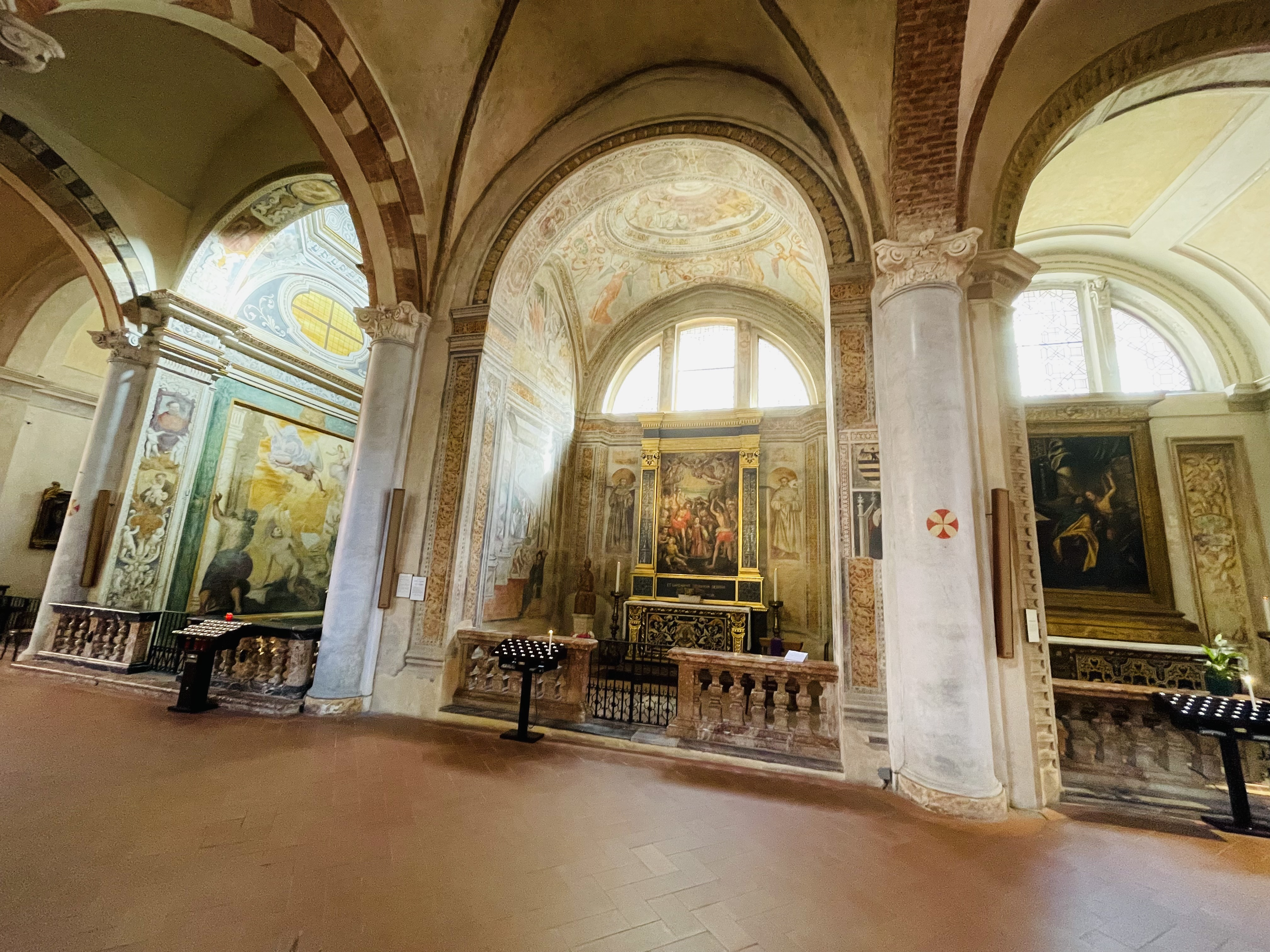
Einige der seitlichen Kapellen.
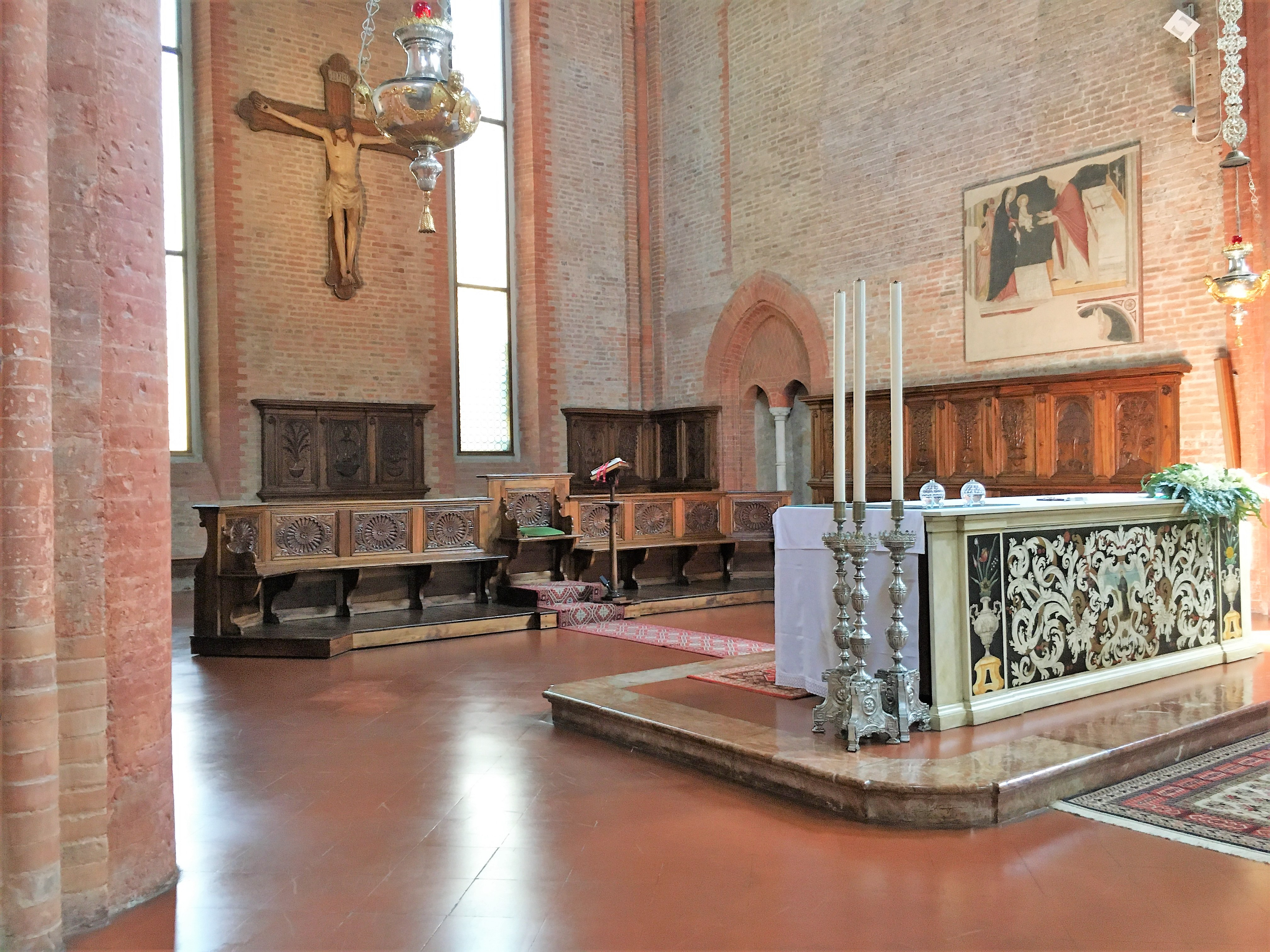
Der Hauptaltar mit dem Chor und dem großen hölzernen Kruzifix (beide aus dem 15. Jahrhundert).

## Bauwerk
Die Kirche hat den Grundriss eines Lateinischen Kreuzes (dem dann 1711 die Kapelle der Unbefleckten Empfängnis von Giovanni Ruggeri hinzugefügt wurde) und ist intern in drei Schiffe unterteilt. Die Länge des Gebäudes beträgt 68 Meter. Der östliche Teil der Kirche ist mit gemauerten Gewölben ausgestattet, während der westliche Teil mit hölzernen Dachstuhls bedeckt ist.
Die Gewölbe, wie in anderen Gebäuden der Bettelorden, markieren die liturgische Unterteilung zwischen dem für die Ordensleute reservierten Raum (der östliche Teil mit Gewölben aus Mauerwerk) und dem für die Laien. Ursprünglich waren die beiden Räume auch durch eine niedrige Mauer getrennt, deren Überreste 1983 bei einer Ausgrabung gefunden wurden. Der Raum der Laien wurde so zu einer großen, luftigen Aula, die für die Predigten der Brüder bestimmt war, während die Seitenschiffe als bequeme Korridore genutzt werden konnten, um die Kirche zu betreten oder zu verlassen oder sich darin zu bewegen.
Die ersten Seitenkapellen wurden ab 1307 errichtet, als die Kapelle der Heiligen Agnes gegründet wurde, gefolgt von weiteren 1339 und 1347. Der Glockenturm, der sich neben der Apsis befindet und mit Bögen aus Terrakotta geschmückt ist, wurde in der zweiten Hälfte des 13. Jahrhunderts erbaut.
Die Fassade, die wahrscheinlich zwischen dem Ende des 13. und dem Anfang des 14. Jahrhunderts im gotischen Stil erbaut wurde, zeichnet sich durch einen dekorativen Effekt aus, der auf dem Kontrast des roten Ziegels und des weißen Sandsteins beruht. Der ungewöhnliche Fall in Italien ist ein doppeltes Portal im französischen Stil, dessen Öffnungen von einer zweifarbigen Dekoration mit Quadraten umgeben sind. Der mittlere Teil besteht vollständig aus Ziegeln und beherbergt eine breite Dreistunde. Der obere Teil der Schrägen wird durch eine Dekoration aus Ziegelbögen auf hellem Hintergrund begrenzt.
Die Seitenkapellen wurden zwischen dem 14. und dem 15. Jahrhundert hinzugefügt und beherbergen zahlreiche Kunstwerke. Von rechts beginnen sie: Die Kapelle: zwischen 1392 und 1398 von Giorgio Rossi erbaut, wurde von Giovannino de’ Grassi mit Fresken bemalt, Spuren solcher Gemälde befinden sich im Vierung des Kirchenschiffs (Symbol des Evangelisten Johannes und Wappen von Giovanni Rossi) und in der Vorderseite der Kapelle (St. Erzengel Michael, St. Bartholomäus und St. Andreas).

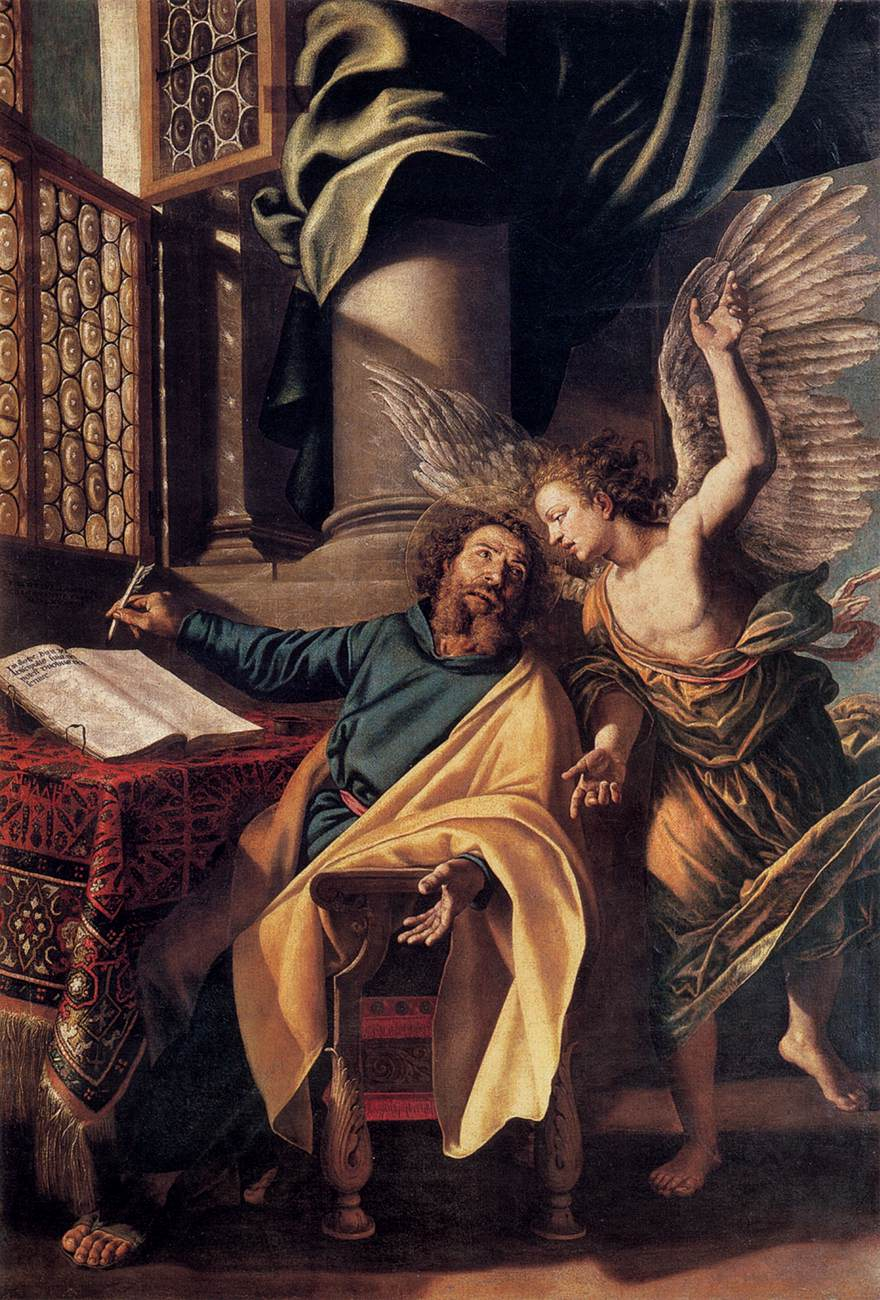
Vincenzo Campi, Altarbild mit dem Evangelisten Matthäus (1588)

III. Kapelle: Sie bewahrt ein Gemälde von Pietro Antonio Magatti (1691–1767) mit der Darstellung des Erscheinens des Heiligen Franz von Paola und ein Gemälde aus dem späten 16. Jahrhundert mit dem Martyrium des heiligen Stephanus. Die beiden Gemälde und die reichen barocken Marmoraltäre stammen aus der ehemaligen Kirche San Francesco da Paola und wurden 1727 erbaut, als die Paveser den Heiligen Franz von Paola unter den Schutzheiligen der Stadt wählten.
IV. Kapelle: ursprünglich dem Heiligen Nikolaus von Myra gewidmet, wurde sie stattdessen nach Apostel Matthäus benannt von Matteo Beccaria, der in ihr begraben wurde und der das Altarbild mit dem Evangelisten Matthäus von Vincenzo Campi (erbaut 1588) auf dem Altar in Auftrag gab. Licht und Realismus des Werks des Campi wurden von der Kritik als wichtige Präzedenzfälle für die zukünftige Malerei von Caravaggio interpretiert.
V. Kapelle: Sie ist der Heiligen Agnes und der Heiligen Katharina von Alexandrien geweiht und bewahrt ein Gemälde mit dem Martyrium der Heiligen Katharina von Alexandrien von Camillo Procaccini und ein mit dem Martyrium des Heiligen Bartholomaios, ein Werk von Giovanni Battista Tassinari von 1613.
VII. Kapelle: wurde 1387 vom Paveser Aristokraten Filippo Landolfi errichtet, wie eine Inschrift außerhalb der Kapelle zeigt, wurde aber in der zweiten Hälfte des 16. Jahrhunderts, zu der der Altar gehört, umgestaltet, das Bild der Verklärung des Herrn von Gervasio Gatti, ein Schüler von Bernardino Gatti, während sich auf der Seite ein Triptychon befindet, das Christus neben der Jungfrau Maria und den Heiligen Franz und Ludwig darstellt, die auf die ersten Jahrzehnte des 16. Jahrhunderts zurückgehen und deren Zuschreibung ungewiss ist, für einige Gelehrte von Bernardino Gatti, für andere von Macrino d'Alba.
Der Altar, in dem ein Teil der Reliquien des heiligen Epiphanius von Pavia aufbewahrt wird (und andere, die in einem geschnitzten Steinkasten aus dem 6. Jahrhundert aus der Kirche Sant’Epifanio aufbewahrt werden), wird durch den wertvollen hölzernen Chor aus Nussbaum bereichert aus dem Jahr 1484. Über dem Chor befinden sich zwei zerrissene Fresken, die während der Restaurierungsarbeiten in den 70er Jahren des 20. Jahrhunderts gefunden wurden: Das erste aus der Mitte des 14. Jahrhunderts zeigt die Präsentation im Tempel, während das zweite, aus den letzten Jahren des 13. Jahrhunderts und dem ersten des folgenden, stellt die Madonna mit dem Kind dar. Im Presbyterium befindet sich ein großes hölzernes Kruzifix aus dem 15. Jahrhundert, das Baldino de Surso zugeschrieben wird.
Im Querschiff, links vom Hauptaltar, befindet sich die Kapelle des Heiligen Franziskus, die einst der aristokratischen Familie der Beccaria gehörte und die ursprüngliche spätromanische Struktur mit Fresken aus dem Jahr 1298, die den Heiligen Franziskus darstellen, bewahrt hat, ein gekrönter Heiliger und eine Madonna mit Kind. Im Inneren der Kapelle befindet sich eine Statue des Heiligen Franziskus aus dem 18. Jahrhundert.
Am Ende des Querschiffs befindet sich die Kapelle der Unbefleckten Empfängnis Mariens (Hermandad des unbefleckten Empfängnis Mariens), die 1711 von Giovanni Ruggeri entworfen wurde. Die Kapelle ist mit Marmor, Bronzen und wertvollen barocken Dekorationen geschmückt, der Altar, der 1777 fertiggestellt wurde, wurde von Giulio Galliori entworfen und bewahrt ein Bild der Madonna, ein Werk von Bernardino Ciceri, während die Kuppel von Pietro Antonio Magatti mit Fresken bemalt wurde. An den Seiten des Altars befinden sich zwei Kerzenständer aus geschmolzener und gemeißelter Bronze, die mehr als drei Meter hoch sind und 1777 in Mailand von den Fiocchi geschmolzen wurden. Sie tragen jeweils drei Lampen und zwei goldene Statuen aus Holz aus dem 18. Jahrhundert, die Reinheit und die Unschuld darstellen. Die Kapelle bewahrte den Hermandad-Schatz auf, der aus Silber, Schmuck und Edelsteinen bestand und 1796 von den Franzosen entfernt wurde. Im linken Kirchenschiff befindet sich eine große barocke Holzstatue der Madonna, die 1695 von Hermandad bei den Prozessionen benutzt wurde.

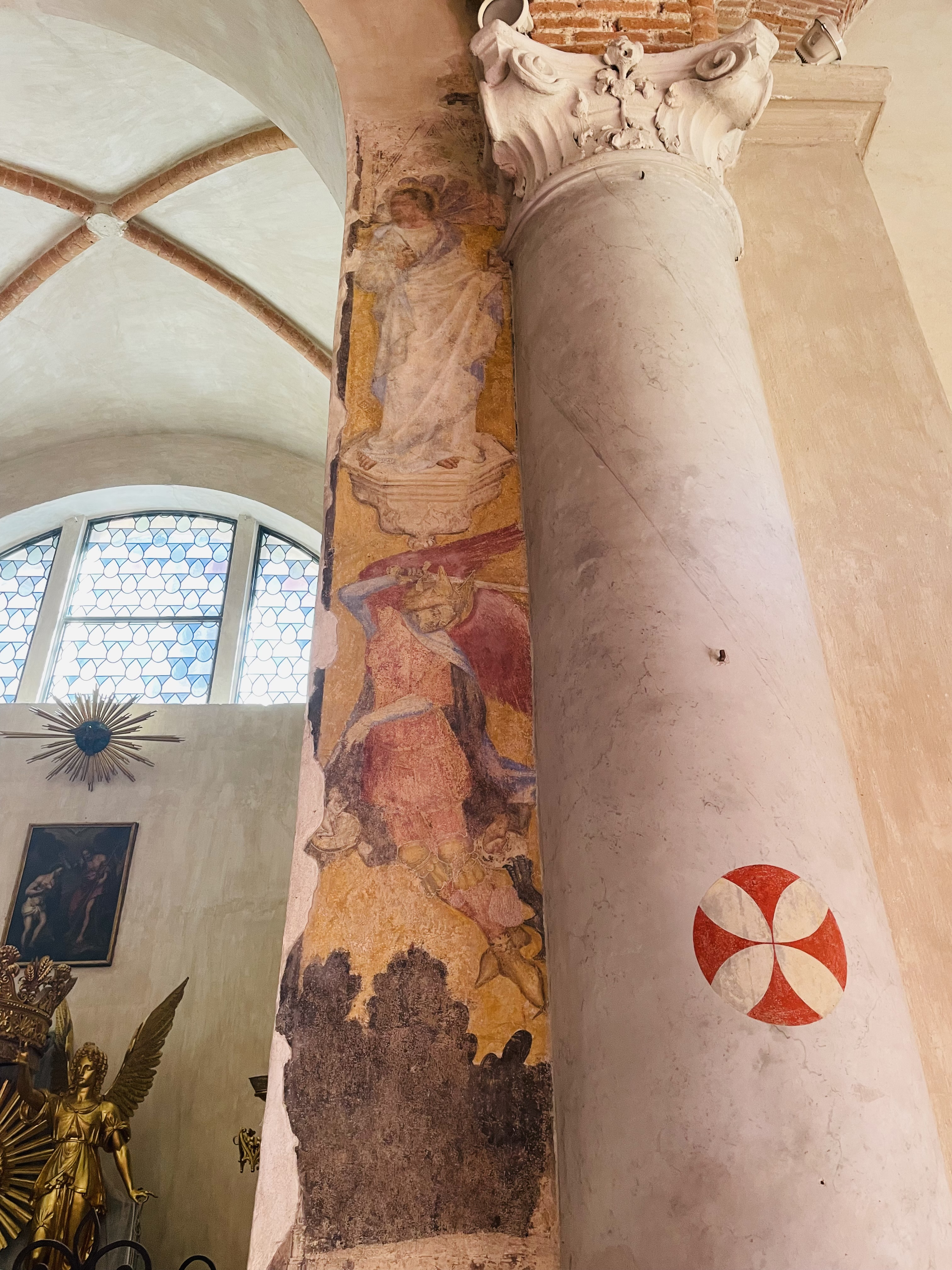
Erste Kapelle, rechte Seite, Fresken von Giovannino de' Grassi (1392–1398).
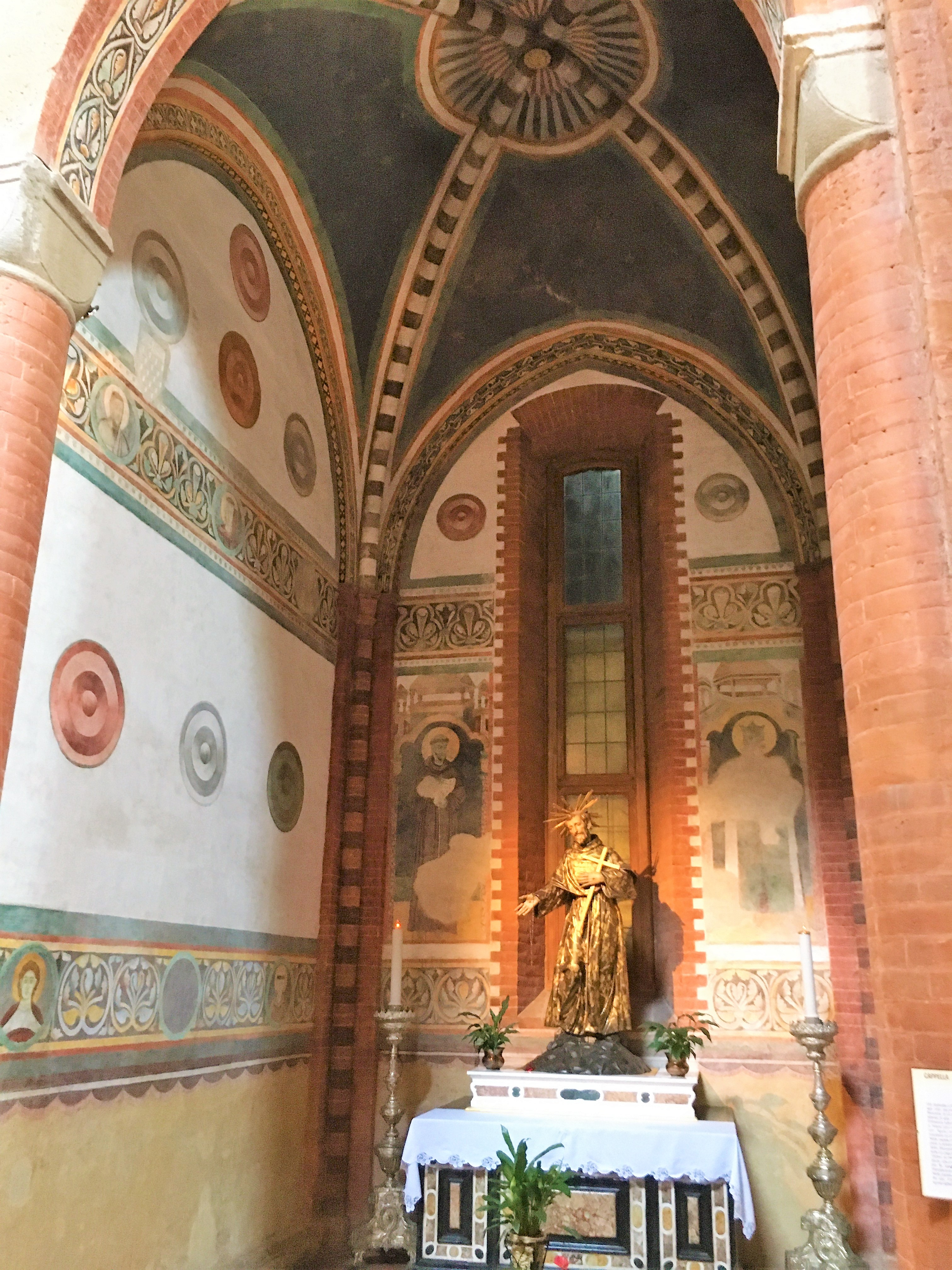
Die Kapelle des Heiligen Franziskus mit Fresken aus dem Jahr 1298.
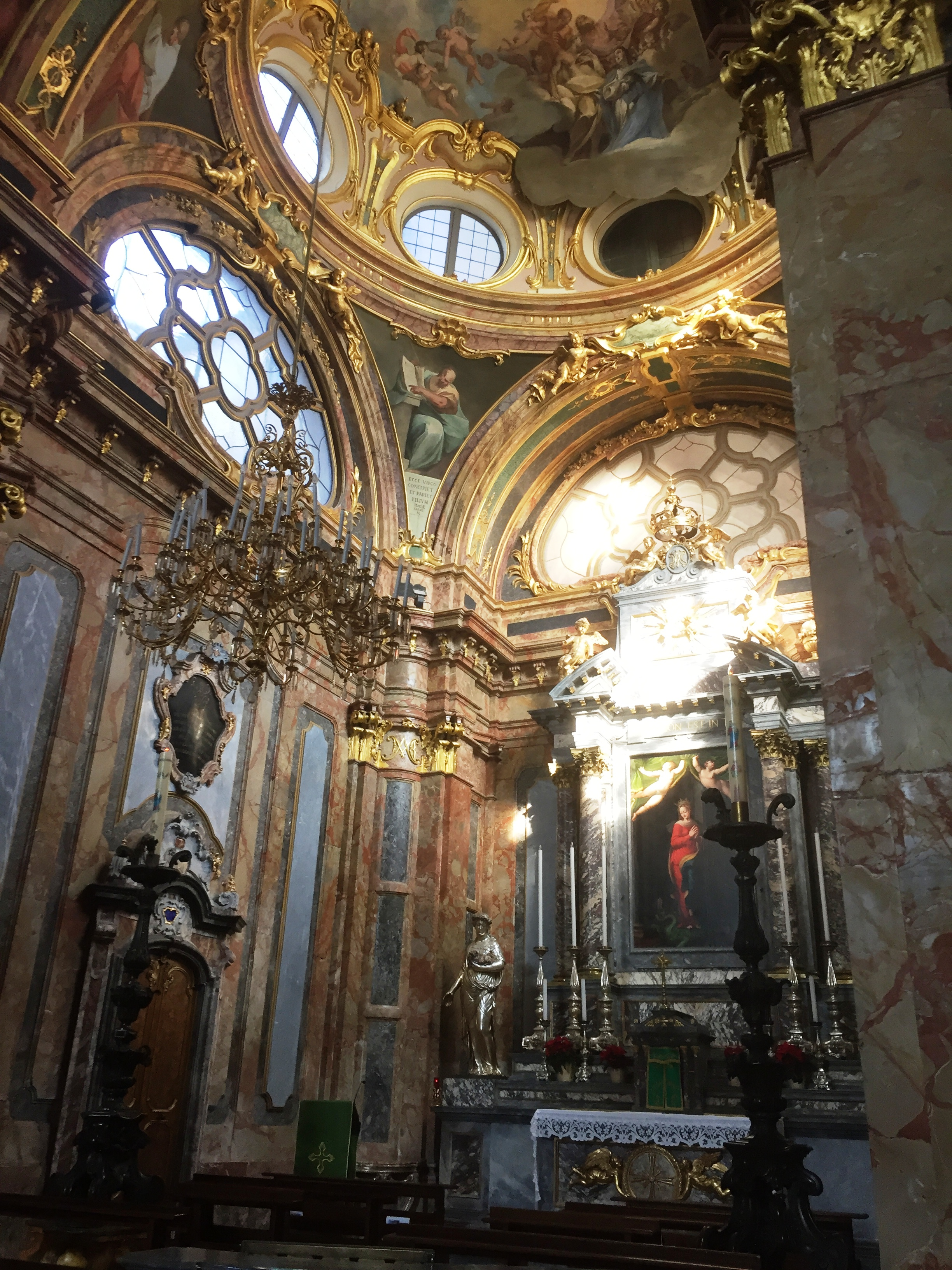
Die Kapelle der Unbefleckten Empfängnis (1711).
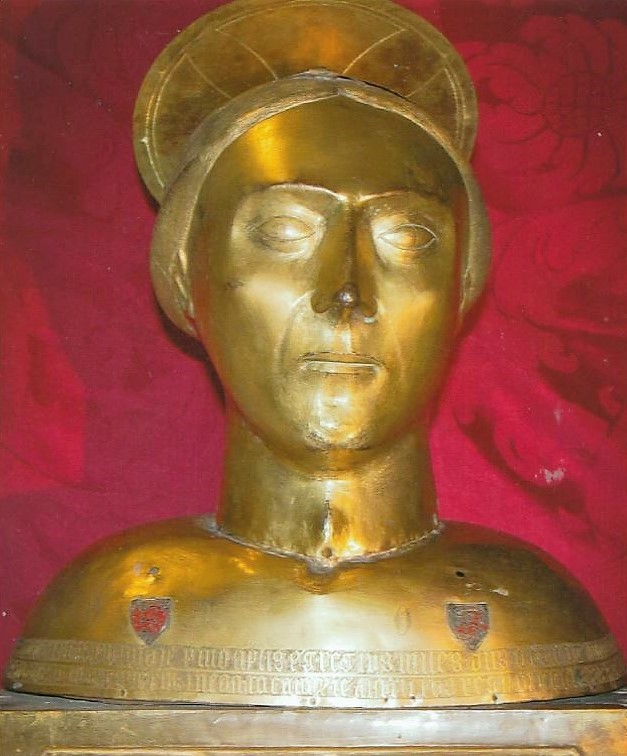
Büste mit den Reliquien des heiligen Viktor, einer der drei vergoldeten Kupferbüsten, die Ottone Mandelli 1399 angefertigt hat.
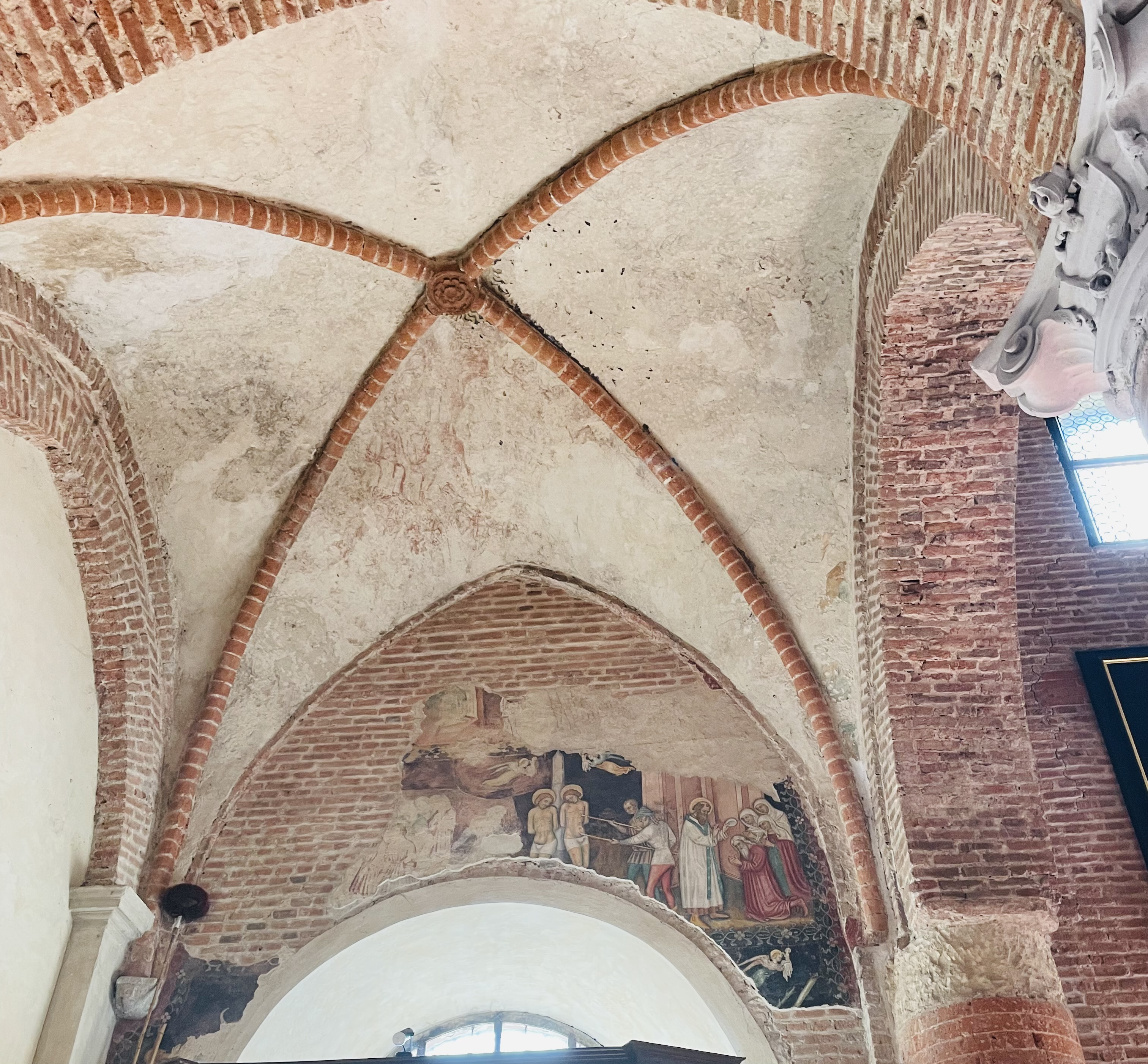
Reste von Fresken an der Gegenfassade (zweite Hälfte des 14. Jahrhunderts).